# Pablo Shilton
Pablo Shilton (Buenos Aires, Argentina, 1968 - Buenos Aires, Argentina, 16 de noviembre de 2006) fue un actor, docente, director teatral y productor argentino de cine y televisión.

## Biografía
Pablo Shilton se dedicó desde muy joven a la actuación teatral formándose con grandes maestros argentinos y europeos, llegando a los 38 años a ser uno de los referentes de la investigación teatral argentino más reconocido y aceptado por el público. Viajó a Europa, donde vivió siete años y aprendió una nueva tendencia, el teatro electrónico, que había comenzado a desarrollar en Argentina. Se formó en la Escuela de teatro Alejandra Boero e hizo varios Seminarios de actuación con Augusto Fernandes. También hizo entrenamiento corporal con Ricardo Bartis en Argentina y en Londres con David Mcklein.

## Cine
En 1995 compuso al amigo del Osvaldo Pugliese en la película argentina Muchas gracias maestro
En 1997 hizo el papel del Dr. Erize en La furia, un drama y policial protagonizado por Diego Torres y Laura Novoa.

## Televisión
- 1992/1995: Son de diez, donde hizo de un gay que se enamora del personaje de Federico Olivera.
- 1993: Apasionada, como el chofer José, protagonizada por Susú Pecoraro y Darío Grandinetti.
- 1994: Aprender a volar, comedia dramática con Gloria Carrá y Juan Carlos Thorry, donde hizo el papel de Miguel Oviedo.
- 1994: Montaña rusa, donde interpretó a Martín, un fotógrafo de modas, protagonizada por Nancy Duplaa y Gastón Pauls.
- 1995: Sheik, donde hizo el rol de Kasfner, protagonizada por Gustavo Bermúdez y Araceli González por Canal 13.
- 1996/1998: Verdad consecuencia, donde interpretó al popular personaje de Patricio, la pareja gay de Damián de Santo en el unitario emitido por Canal 13 y producido por Polka.
- 2004: Historias de sexo de gente común, unitario para Telefé, Endemol.
- 2005: en dos episodios del exitoso unitario de Canal 13, Mujeres asesinas: Como el mejor amigo de Pablo en el capítulo Susana, dueña de casa, interpretada por Leticia Bredice y Diego Peretti. Y como el padrastro de María Abadi en el episodio Laura E., encubridora, protagonizado por Mariano Martínez y Andrea Bonelli.

## Teatro
- Fuimos muy inocentes (1991).
- Juegos a la hora de la siesta (1991).
- El maravilloso traje color helado de crema (1992)
- Gris de ausencia.
- Todos eran mis hijos (1993).
- Una noche con Magnus e hijos (1993).
- El príncipe azul (1994).
- Romeo y Julieta (1994).
- Relaciones peligrosas (1994).
- Madera de reyes (1995)
- Shikse (1997).
- Antígona Vélez (1998).
- El huésped (2000).
- Durante octubre y noviembre del 2000 realizó un trabajo de comparación en Performing Arts Oriente- Occidente en la Universidad de Varanassi en India.
- En el Festival Internacional de Teatro de Londres (LIFT) hizo un trabajo de investigación expresiva grupo húngaro Budapest durante el 2001 y 2002.
- Tecno Escena 2005, Arte y Nuevas Tecnologías y El aprendiz(2006).[2]
- El aprendiz (2006).

## Tragedia y fallecimiento
El 16 de noviembre de 2006, a los 38 años, Pablo Shilton conducía un Honda Civic en el que viajaba con 3 de sus integrantes de la compañía de actores: ellos eran Pablo Lombardo de 41 años y Klauz Segretin y Juan Francisco Botto de 31 y 33 años respectivamente, que se presentarían en esa noche en el Festival de arte digital de la ciudad de Rosario, Santa Fe, con su obra El aprendiz. Un poco más adelante, en otros dos autos iba el resto del elenco. Estos últimos vieron cómo el Civic se salió de su carril, posiblemente a la inclemencia climática del día, que hizo que se cruzase hacia el carril lento y se metiese debajo de la cisternas. Ambos vehículos se salieron del asfalto y se fueron hacia el arcén derecho de la ruta. Allí, el camión de YPF aplastó al coche y, después, volcó. El Honda Civic explotó y se prendió fuego. Todos los ocupantes del coche murieron carbonizados incluyendo Shilton.

## Homenaje
En su homenaje el salón de actos del Colegio Hipólito Vieytes de la que fue alumno y preceptor, pasó a llamarse Sala Teatral Pablo Shilton.